# لا سلرا دو تر
لا سلرا دو تر (به اسپانیایی: La Sellera de Ter) یک منطقهٔ مسکونی در اسپانیا است که در سئلوا واقع شده‌است. لا سلرا دو تر ۱۴٫۶ کیلومتر مربع مساحت دارد.